# Алан Стюарт (художник)
Алан Стюарт (англ. Allan Stewart; лютий 1865, Единбург — 29 січня 1951, Далрі) — шотландський художник-баталіст. Також писав портрети і пейзажі.

## Біографія
Уродженець Единбурга . Батько - поштмейстер у Літі. Стюарт вивчав живопис у навчальних закладах Королівської шотландської академії, де був відзначений кількома преміями, а потім, для продовження освіти, здійснив поїздки до Іспанії та Франції.
Основною темою робіт Стюарта швидко став батальний живопис на сучасний сюжет. Мабуть, найвідомішими його роботами є картини «Останній бій майора Алана Вілсона біля Шангані» (англ.) та «Атака полку шотландських горців Гордона на Даргайські висоти (Dargai) під час Тирахської кампанії». Стюарт не був блискучим малювальником, проте намагався якомога правдивіше зображати славні сторінки колоніальних завоювань британської армії. Для більшої достовірності при роботі над картинами Стюарт спілкувався з ветеранами тих битв, які планував зобразити, отримував від них поради, а іноді й зразки військової форми, щоб зобразити їх точніше. Свої роботи Стюарт виставляв, зокрема, у Глазго та Ліверпулі.
Крім олійного живопису, Стюарт активно працював, як ілюстратор книжок про подорожі та далекі країни, у тому числі робіт про британський Цейлон та британський Північний Борнео, а також книжок з історії. Крім того, Стюарт кілька років працював у лондонському ілюстрованому журналі "Illustrated London News". Коли почалася Друга англо-бурська війна, він сам вирушив до Південної Африки як художник-кореспондент. Пізніше він супроводжував короля Едуарда VII у його подорожах, а під час Першої світової війни служив капітаном у Корпусі королівських інженерів.
У цей період мали певний успіх і тиражувалися на поштових листівках малюнки Стюарта, присвячені зображенню подвигів британських солдатів і офіцерів на фронті, за які їх було нагороджено вищою британською нагородою за доблесть — хрестом Вікторії. Цією серією Стюарт фактично продовжив традицію зображення таких подвигів, колись закладену художником Луї Вільямом Дезанжем (1822—1887).
Стюарт багато років жив і працював у Кенлі, графство Суррей, а приблизно в 1925 переїхав до Шотландії, в містечко Далрі (сучасний округ Дамфріс-енд-Галловей ), де провів старість. Алан Стюарт помер 29 січня 1951 року у віці 85 років, залишивши вдову та трьох дорослих дітей. Він був похований на цвинтарі містечка Далрі.

## Галерея

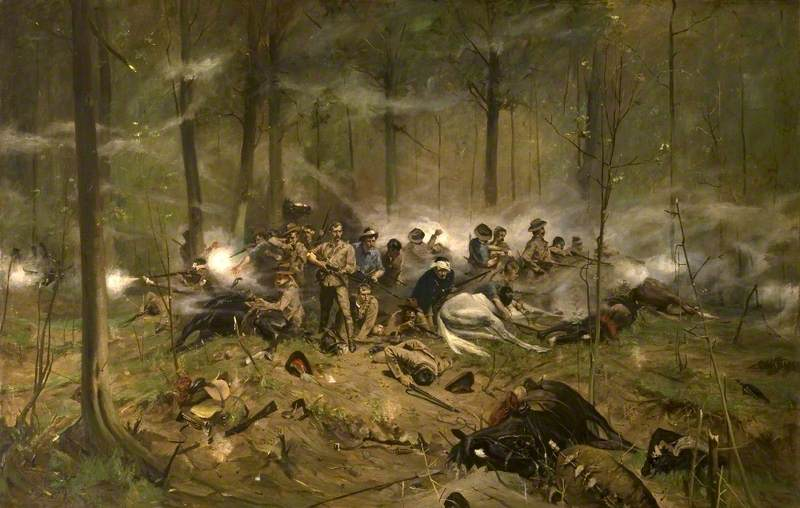
Шанганський патруль (бій при Шангані; Shangani Patrol[en])
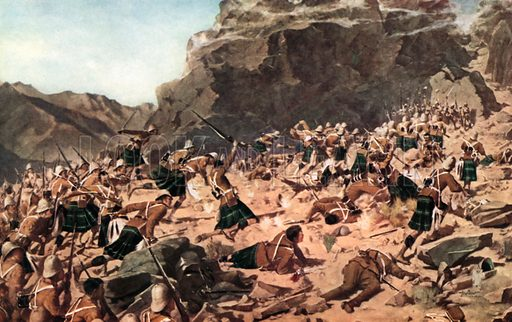
Атака полку шотландських горців Гордона на Даргайські висоти (Dargai[en], Британська Індія, нині Пакистан) під час Тирахської кампанії.
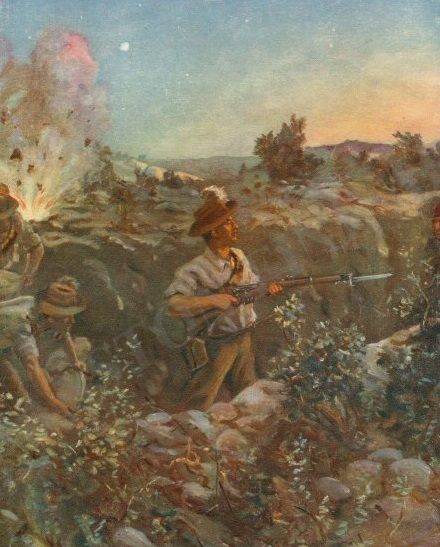
Епізод першої світової війни. Другий лейтенант Тросселл, який захопив турецьку траншею, відбиває контратаку турків.
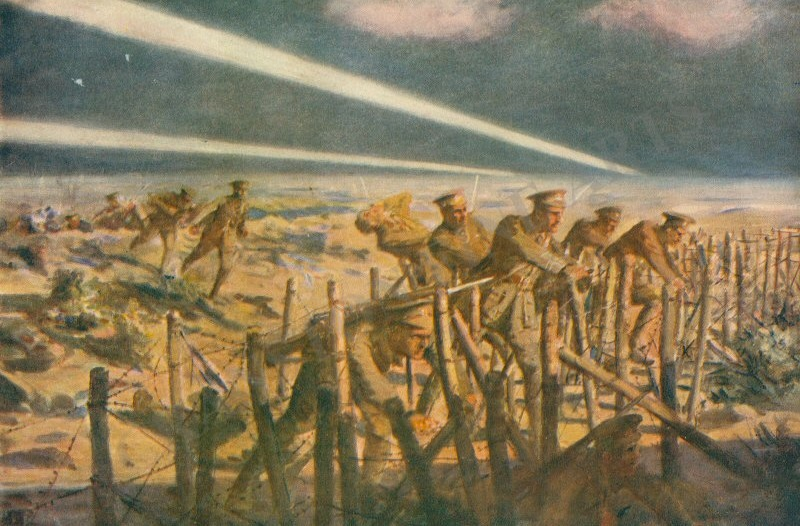
Епізод першої світової війни. Другий лейтенант Армітідж розрізає німецькі дротяні загородження.
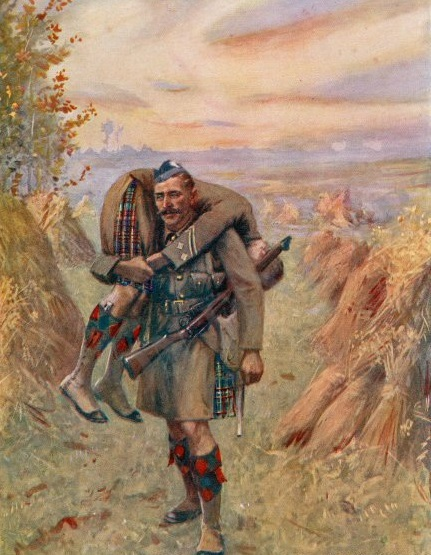
Епізод першої світової війни. Подвиг рядового Росса Толертона, за який він отримав хрест Вікторії.
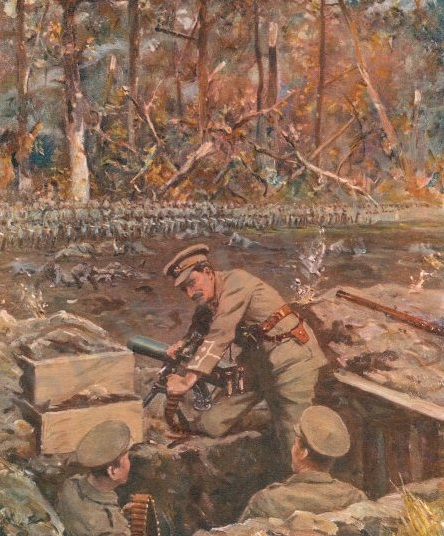
Епізод першої світової війни. Лейтенант Діммер ремонтує кулемет під вогнем наступаючих німців.
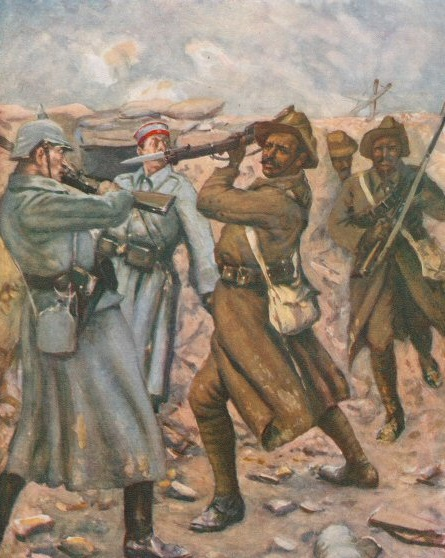
Епізод першої світової війни. Наїк Дарван Сінгх Негі, перший солдат з Індії (сикх), який отримав хрест Вікторії, здійснює свій подвиг.